# Antoine de Malvin de Montazet
Antoine de Malvin de Montazet, född 1713 i Laugnac, död 1788, var en fransk teolog, med jansenistisk anstrykning, som blev biskop av Autun och ärkebiskop av Lyon. Han invaldes i Académie française 1756.
Malvin de Montazet publicerade for sitt prästseminarium ett arbete av oratorianen Joseph Valla, sex volymer Institutiones theologicæ. Dessa blev kända under namnet Théologie de Lyon och spreds i Italien av Scipione de' Ricci, biskopen av Pistoia och Prato, tills de sattes på index 1792. Montazet genomförde, trots Pius V:s bulla, förändringar i breviariet och missalet. Senare ansträngningar av Pius IX och kardinal Bonald att undertrycka Montazets innovationer framkallade motstånd bland kanikerna, som försvarade de då hävdvunna ceremonierna.